# Kunzewskaja

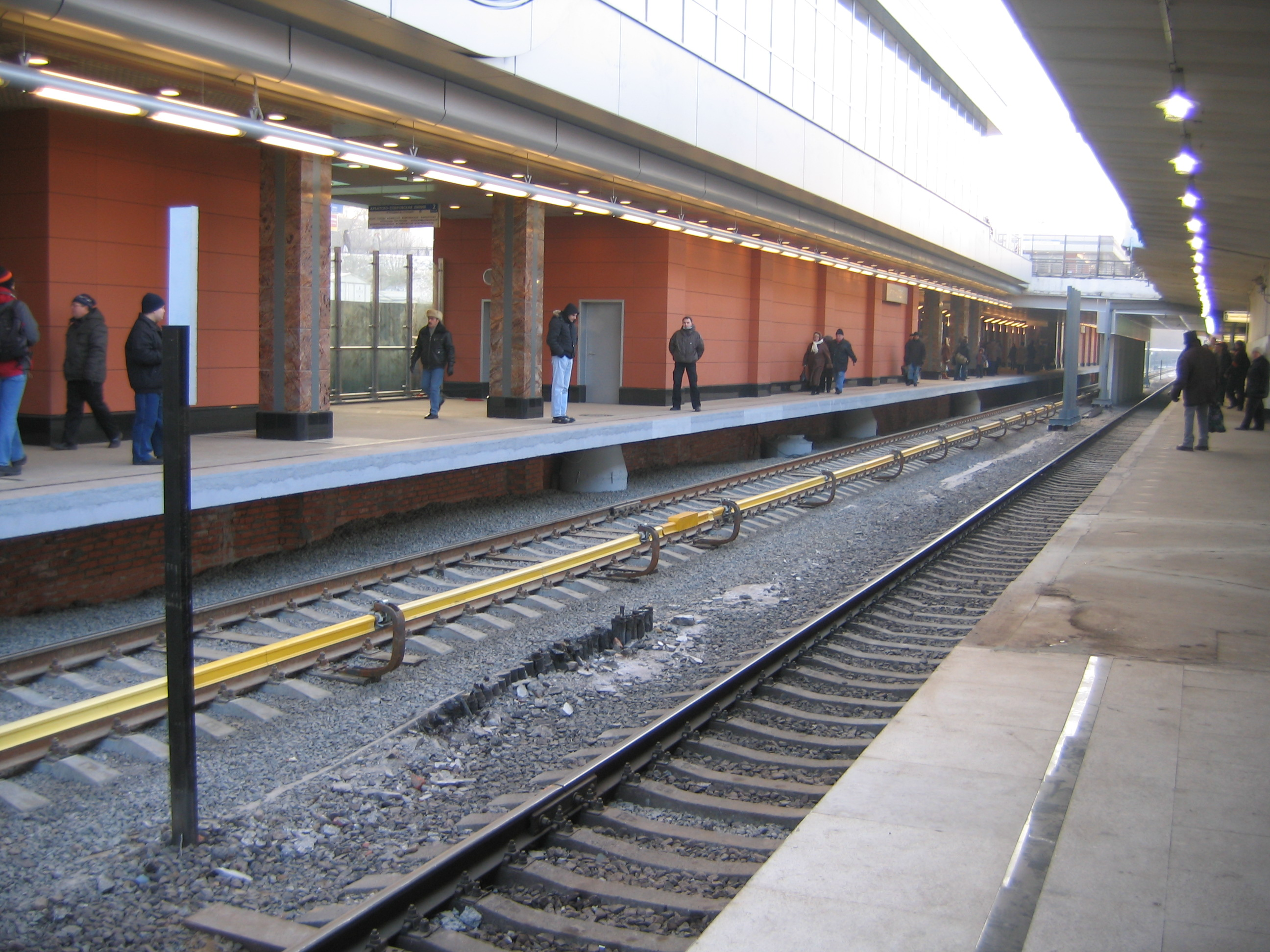
Oberirdischer U-Bahnhof Kunzewskaja (rechts der alte, links der neue Bahnsteig)

Kunzewskaja ist ein U-Bahnhof der Metro Moskau im Stadtteil Kunzewo im Westlichen Verwaltungsbezirk von Moskau. Er ist Teil der Arbatsko-Pokrowskaja- und der Filjowskaja-Linie. Der U-Bahnhof liegt etwa 300 Meter nördlich des Bahnhofs Kunzewo.

## Geschichte
Kunzewskaja öffnete am 31. August 1965. Von 1965 bis Ende 2007 gehörte der U-Bahnhof nur zur Filjowskaja-Linie und besaß nur einen Mittelbahnsteig, welcher, genauso wie die oberirdischen Vestibüls, in einer äußerst schlichten, einheitlichen Bauweise errichtet wurde. Am 7. Januar 2008 wurde südlich des alten Bahnsteigs ein neuer Seitenbahnsteig mit einem Zugangsvestibül und einer Übergangsbrücke zwischen den Bahnsteigen in Betrieb genommen. Seitdem ist Kunzewskaja eine Umsteigestation zwischen der Filjowskaja-Linie, die nunmehr in Kunzewskaja endet, und der Richtung Westen verlängerten Arbatsko-Pokrowskaja-Linie. Die in relativ dünnem Takt verkehrenden Züge der Filjowskaja-Linie befahren das nördlichste der drei Gleise, wo sie sowohl enden als auch wieder Richtung Alexandrowski Sad abfahren. Am gleichen Bahnsteig gegenüber halten auf dem mittleren Gleis Züge der Arbatsko-Pokrowskaja-Linie Richtung Mitino. Züge Richtung Stadtzentrum und Schtscholkowskaja der Arbatsko-Pokrowskaja-Linie halten am neu errichteten Bahnsteig auf dem südlichen Gleis.